# Салливан, Макки
Бри́ттани «Макки́» Са́лливан (англ. Brittany "McKey" Sullivan; род. 9 сентября 1988, Лейк-Форест, Иллинойс, США) — американская топ-модель, победительница 11 сезона шоу «Топ-модель по-американски».

## Ранняя жизнь
Родилась в семье Майкла и Гейл Салливан, имеет сестру Бриджит и братьев Джимми и Майка. После окончания школы Lake Forest High School поступила в Ripon College, где изучала химию и биологию. Также занималась боевыми искусствами. Она захотела стать моделью после победы на региональном этапе конкурса Elite Model Look.

## Топ-модель по-американски
На шоу Бриттани соревновалась за победу с 13 участницами. В связи с тем, что в 11 сезоне было три участницы с таким же именем, Салливан изменила своё имя на школьное прозвище — Макки, сделав его в будущем профессиональным прозвищем. На протяжении всего конкурса Макки делала хорошие снимки, её два раза вызывали первой, она ни разу не оказывалась в двойке худших (как и Жаслин Гонсалез, а позже еще Николь Фокс, Криста Уайт, Софи Самнер, Джордан Миллер и Индия Гантс). После победы на конкурсе Макки получила обещанные призы: фото на обложке журнала Seventeen, контракты с косметической фирмой CoverGirl и модельным агентством Elite Model Management.

## Модельная карьера
Макки принимала участие в модных показах Amsterdam International Fashion Week 2009, Mercedes-Benz Fashion Week Fall 2009 и Trinidad and Tobago Fashion Week 2009. Также снялась для обложек журналов Seventeen, Vogue Knitting Magazine, In Touch Weekly.

## Другие достижения
Журнал People в 2009 году внёс её в список самых красивых людей мира. По версии Buddy TV она заняла 44 место в списке самых сексуальных женщин мира.

## Личная жизнь
Замужем за американским бойцом ММА Сэмом Алви. Они поженились 19 января 2013 года в отеле Wilderness в Висконсин-Деллс. У супругов есть пятеро общих детей.